# Manfred Johnsson
Olof Manfred "Katten" Johnsson, född 13 september 1903 i Göteborg, död 12 september 1991, var en svensk fotbollsspelare (målvakt) som spelade för Gais.
Johnsson kom till Gais från Lundby IF våren 1925, och inledde med att hålla nollan i sju allsvenska matcher i rad – över tio spelade timmar i rad – under en period då målsnittet i Allsvenskan var som högst. Gais vann Allsvenskan 1924/1925, men hans nio matcher under våren ansågs vara för få för att han skulle tilldelas guldmedaljen, som i stället gick till hans företrädare Sigurd Mattiasson. Johnsson var dock med och tog allsvenskt guld med Gais 1927.
Sammanlagt spelade Johnsson 48 allsvenska matcher för Gais mellan våren 1925 och 1927, och höll nollan i över 40 procent av dessa. År 1926 gjorde han en A-landskamp, en 4–2-förlust borta mot Tjeckoslovakien. Han var även en duktig stavhoppare.
Johnsson ligger begravd på Lundby nya kyrkogård i Göteborg. Hans son, Nils Johnsson, spelade för IFK Göteborg 1954–1961.